# Olivier Verdon
Olivier Jacques Verdon (Clamart, 5 oktober 1995) is een Benins voetballer, die als Centrale verdediger voor de Bulgaarse club PFK Loedogorets speelt.

## Biografie

### In Frankrijk
Tot 2016 speelde  Verdon voor de amateurclub Angoulême CFC, waarna hij voor het tweede team van Bordeaux speelde. In 2017 tekende hij daar zijn eerste profcontract. Uiteindelijk speelde hij één wedstrijd voor het eerste, door in de wedstrijd tegen Olympique Marseille in de tachtigste minuut in te vallen. Door een knieblessure speelde hij hierna lange tijd niet en kwam hij dat seizoen maar tot elf wedstrijden, waarvan tien in het tweede team. 
Het jaar daarop verhuisde hij naar FC Sochaux, dat uitkwam in de Ligue 2. Hier speelde hij dertig wedstrijden, waarin hij twee keer scoorde. Met Sochaux eindigde hij dat jaar als zestiende in de competitie.

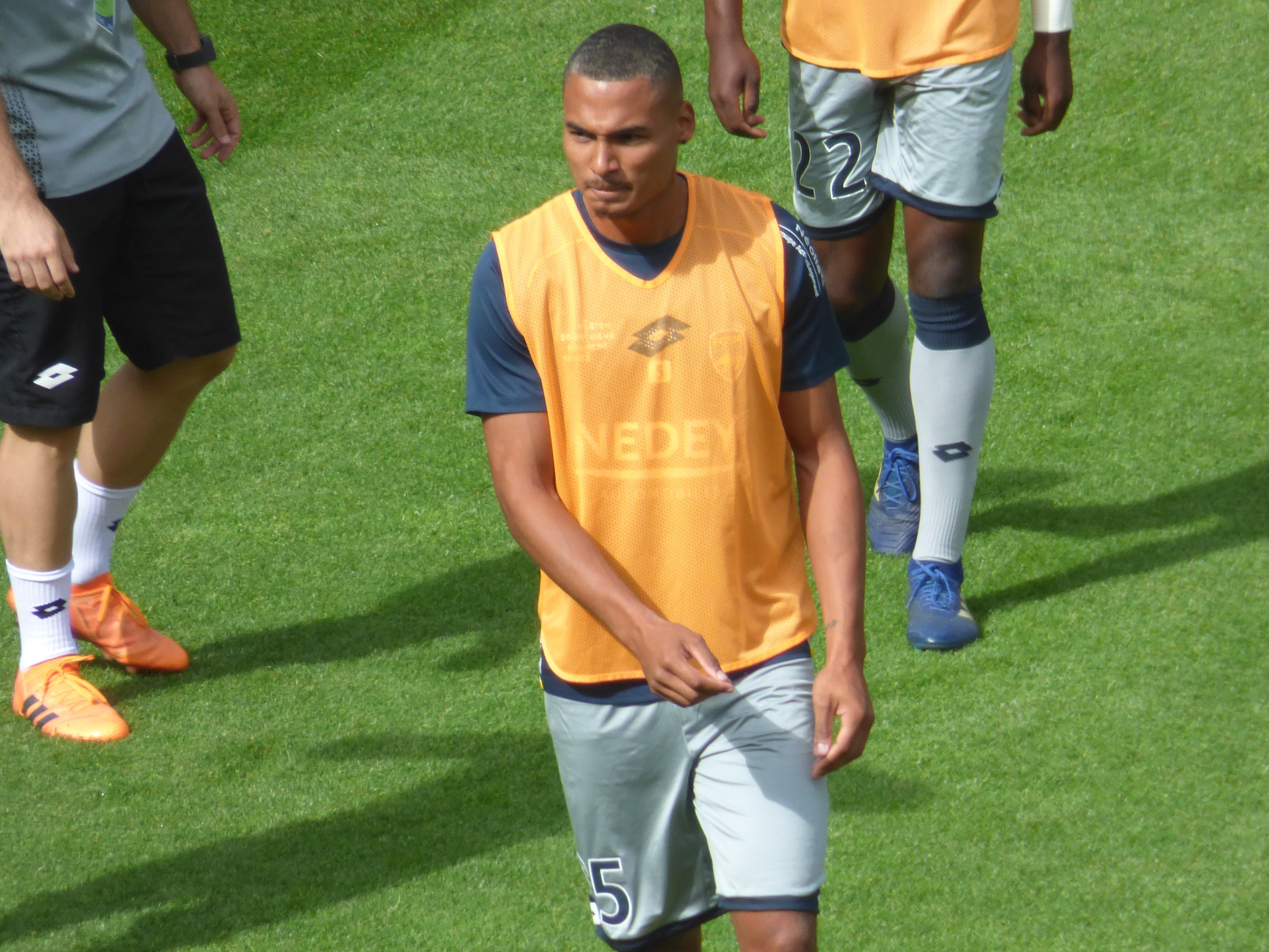
Verdon in 2018, als speler van Sochaux

### Bij Deportivo Alavés
In juni 2019 werd Verdon overgenomen door Deportivo Alavés waar hij een driejarig contract, met een optie voor twee extra jaren, tekende. Nog geen drie maanden later werd al bekend dat hij dat seizoen niet bij de Spaanse ploeg zou spelen en dat hij gedurende dat seizoen uitgeleend werd aan KAS Eupen. Voor de Belgische ploeg speelde hij 22 wedstrijden, waarin hij twee keer scoorde. In de competitie, die wegens de coronapandemie niet werd afgemaakt, eindigde KAS Eupen als vijftiende. Het seizoen daarna werd hij opnieuw uitgeleend, dit keer aan PFK Loedogorets.

### Naar Bulgarije
In zijn eerste seizoen bij PFK Loedogorets speelde Verdon 30 wedstrijden en maakte hij zijn debuut in de Europese competities, door zeven wedstrijden in de Europa League te spelen. Hij werd definitief overgomen en werd vaste kracht binnen het team. In zijn eerste twee seizoenen kwam hij tot 69 wedstrijden en drie doelpunten. Daarnaast won hij twee keer de Parva Liga en twee keer de Bulgaarse Supercup. In 2022 werd bekend dat hij zijn contract bij de Bulgaarse club tot 2025 had verlengd.

### Beschuldigingen van geweld
Verdon werd tijdens zijn carrière meerdere keren beschuldigd van geweldsmisdrijven. In 2019 werd hij door de Spaanse politie opgepakt na een incident met zijn vriendin in een hotel in Vitoria-Gasteiz, waar hij haar bij de haren zou hebben gepakt. In 2020 was hij opnieuw betrokken bij een geweldsincident, tijdens zijn uitleenperiode bij PFK Loedogorets, en werd hij beschuldigd van onder andere doodsbedreigingen.

## Clubstatistieken
| Seizoen | Club              | Competitie       | Competitie | Competitie | Beker | Beker | Internationaal | Internationaal | Totaal | Totaal |
| Seizoen | Club              | Competitie       | Wed.       | Dlp.       | Wed.  | Dlp.  | Wed.           | Dlp.           | Wed.   | Dlp.   |
| ------- | ----------------- | ---------------- | ---------- | ---------- | ----- | ----- | -------------- | -------------- | ------ | ------ |
| 2014/15 | Angoulême CFC     | CFA2             | 21         | 1          | —     | —     | —              | —              | 21     | 1      |
| 2015/16 | Angoulême CFC     | CFA2             | 11         | 1          | —     | —     | —              | —              | 11     | 1      |
| 2015/16 | Bordeaux B        | CFA              | 6          | 0          | —     | —     | —              | —              | 6      | 0      |
| 2016/17 | Bordeaux B        | CFA2             | 21         | 0          | —     | —     | —              | —              | 21     | 0      |
| 2017/18 | Bordeaux B        | CFA2             | 10         | 4          | —     | —     | —              | —              | 10     | 4      |
| 2017/18 | Bordeaux          | Ligue 1          | 1          | 0          | —     | —     | —              | —              | 1      | 0      |
| 2018/19 | FC Sochaux        | Ligue 2          | 30         | 2          | —     | —     | —              | —              | 30     | 2      |
| 2019/20 | Deportivo Alavés  | Primera División | 0          | 0          | —     | —     | —              | —              | 0      | 0      |
| 2019/20 | → KAS Eupen       | Jupiler League   | 22         | 0          | 2     | 0     | —              | —              | 24     | 0      |
| 2020/21 | Deportivo Alavés  | Primera División | 0          | 0          | —     | —     | —              | —              | 0      | 0      |
| 2020/21 | → PFK Loedogorets | Parva Liga       | 19         | 0          | 4     | 0     | 7              | 0              | 30     | 0      |
| 2021/22 | PFK Loedogorets   | Parva Liga       | 22         | 3          | 4     | 0     | 13             | 0              | 39     | 3      |
| 2022/23 | PFK Loedogorets   | Parva Liga       | 10         | 1          | 0     | 0     | 14             | 1              | 24     | 2      |
| Totaal  | Totaal            | Totaal           | 173        | 12         | 10    | 0     | 34             | 1              | 217    | 13     |

Bijgewerkt op 25 november 2022.

## Interlandcarrière
Verdon maakte zijn debuut op 24 maart 2017 in het Benins voetbalelftal tijdens een vriendschappelijke wedstrijd tegen Mauritanië, waar hij  inviel in de 62e minuut. De wedstrijd werd uiteindelijk met 1-0 verloren.
| Interlands van Olivier Verdon voor Benin | Interlands van Olivier Verdon voor Benin | Interlands van Olivier Verdon voor Benin | Interlands van Olivier Verdon voor Benin | Interlands van Olivier Verdon voor Benin            | Interlands van Olivier Verdon voor Benin | Interlands van Olivier Verdon voor Benin |
| №                                        | Datum                                    | Wedstrijd                                | Uitslag                                  | Competitie                                          | Goals                                    |                                          |
| Als speler bij Bordeaux                  | Als speler bij Bordeaux                  | Als speler bij Bordeaux                  | Als speler bij Bordeaux                  | Als speler bij Bordeaux                             | Als speler bij Bordeaux                  | Als speler bij Bordeaux                  |
| ---------------------------------------- | ---------------------------------------- | ---------------------------------------- | ---------------------------------------- | --------------------------------------------------- | ---------------------------------------- | ---------------------------------------- |
| 1                                        | 24 maart 2017                            | Mauritanië – Benin                       | 1 – 0                                    | Vriendschappelijk                                   |                                          |                                          |
| 2                                        | 11 juni 2017                             | Benin – Gambia                           | 1 – 0                                    | Afrikaans kampioenschap voetbal 2019 (kwalificatie) |                                          |                                          |
| 3                                        | 3 september 2017                         | Equatoriaal-Guinea – Benin               | 1 – 2                                    | Vriendschappelijk                                   |                                          |                                          |
| 4                                        | 8 november 2017                          | Congo-Brazzaville – Benin                | 1 – 1                                    | Vriendschappelijk                                   |                                          |                                          |
| 5                                        | 12 november 2017                         | Benin – Tanzania                         | 1 – 1                                    | Vriendschappelijk                                   |                                          |                                          |
| Als speler bij Sochaux                   |                                          |                                          |                                          |                                                     |                                          |                                          |
| 6                                        | 9 september 2018                         | Togo – Benin                             | 0 – 0                                    | Afrikaans kampioenschap voetbal 2019 (kwalificatie) |                                          |                                          |
| 7                                        | 12 oktober 2018                          | Algerije – Benin                         | 2 – 0                                    | Afrikaans kampioenschap voetbal 2019 (kwalificatie) |                                          |                                          |
| 8                                        | 16 oktober 2018                          | Benin – Algerije                         | 1 – 0                                    | Afrikaans kampioenschap voetbal 2019 (kwalificatie) |                                          |                                          |
| 9                                        | 17 november 2018                         | Gambia – Benin                           | 3 – 1                                    | Afrikaans kampioenschap voetbal 2019 (kwalificatie) |                                          |                                          |
| 10                                       | 24 maart 2019                            | Benin – Togo                             | 2 – 1                                    | Afrikaans kampioenschap voetbal 2019 (kwalificatie) |                                          |                                          |
| Als speler bij Alavés                    |                                          |                                          |                                          |                                                     |                                          |                                          |
| 11                                       | 11 juni 2019                             | Guinee – Benin                           | 0 – 1                                    | Vriendschappelijk                                   |                                          |                                          |
| 12                                       | 18 juni 2019                             | Benin – Mauritanië                       | 3 – 1                                    | Vriendschappelijk                                   |                                          |                                          |
| 13                                       | 25 juni 2019                             | Ghana – Benin                            | 2 – 2                                    | Afrikaans kampioenschap voetbal 2019                |                                          |                                          |
| 14                                       | 29 juni 2019                             | Benin – Guinee-Bissau                    | 0 – 0                                    | Afrikaans kampioenschap voetbal 2019                |                                          |                                          |
| 15                                       | 2 juli 2019                              | Benin – Cambodja                         | 0 – 0                                    | Afrikaans kampioenschap voetbal 2019                |                                          |                                          |
| 16                                       | 5 juli 2019                              | Marokko – Benin                          | 1 – 1 (ns 1-4)                           | Afrikaans kampioenschap voetbal 2019                |                                          |                                          |
| 17                                       | 10 juli 2019                             | Senegal – Benin                          | 1 – 0                                    | Afrikaans kampioenschap voetbal 2019                |                                          |                                          |
| Als speler bij Eupen                     |                                          |                                          |                                          |                                                     |                                          |                                          |
| 18                                       | 6 september 2019                         | Ivoorkust – Benin                        | 1 – 2                                    | Vriendschappelijk                                   |                                          |                                          |
| 19                                       | 9 september 2019                         | Algerije – Benin                         | 1 – 0                                    | Vriendschappelijk                                   |                                          |                                          |
| 20                                       | 13 oktober 2019                          | Benin – Zambia                           | 2 – 2                                    | Vriendschappelijk                                   |                                          |                                          |
| 21                                       | 17 november 2019                         | Benin – Sierra Leone                     | 1 – 0                                    | Afrikaans kampioenschap voetbal 2021 (kwalificatie) |                                          |                                          |
| Als speler bij Loedogorets               |                                          |                                          |                                          |                                                     |                                          |                                          |
| 22                                       | 11 oktober 2020                          | Gabon – Benin                            | 0 – 2                                    | Vriendschappelijk                                   |                                          |                                          |
| 23                                       | 15 juni 2021                             | Sierra Leone – Benin                     | 1 – 0                                    | Afrikaans kampioenschap voetbal 2021 (kwalificatie) |                                          |                                          |
| 24                                       | 7 oktober 2021                           | Tanzania – Benin                         | 0 – 1                                    | Wereldkampioenschap voetbal 2022 (kwalificatie CAF) |                                          |                                          |
| 25                                       | 10 oktober 2021                          | Benin – Tanzania                         | 0 – 1                                    | Wereldkampioenschap voetbal 2022 (kwalificatie CAF) |                                          |                                          |
| 26                                       | 11 november 2021                         | Benin – Madagaskar                       | 2 – 0                                    | Wereldkampioenschap voetbal 2022 (kwalificatie CAF) |                                          |                                          |
| 27                                       | 24 maart 2022                            | Liberia – Benin                          | 0 – 4                                    | Vriendschappelijk                                   |                                          |                                          |
| 28                                       | 4 juni 2022                              | Senegal – Benin                          | 3 – 1                                    | Afrikaans kampioenschap voetbal 2023 (kwalificatie) |                                          |                                          |
| 29                                       | 8 juni 2022                              | Benin – Mozambique                       | 0 – 1                                    | Afrikaans kampioenschap voetbal 2023 (kwalificatie) |                                          |                                          |
| 30                                       | 24 september 2022                        | Mauritanië – Benin                       | 1 – 0                                    | Vriendschappelijk                                   |                                          |                                          |
| 31                                       | 27 september 2022                        | Benin – Madagaskar                       | 1 – 3                                    | Vriendschappelijk                                   |                                          |                                          |

Bijgewerkt op 26 november 2022.

## Erelijst
| Parva Liga         | 2 | 2020/21 2021/22 |
| Bulgaarse Supercup | 2 | 2021 2022       |